# Our Last Night
Our Last Night est un groupe de post-hardcore américain, originaire du New Hampshire. Formé en 2003 par quatre membres, il est constitué de Trevor Wentworth (chant), Matthew Wentworth (guitare, chants), Alex « Woody » Woodrow (basse), Tim Molloy (batterie).

## Biographie

### Débuts (2003–2007)
Après quelques changements dans la line-up, le groupe se forme au complet en 2006 avec Trevor Wentworth (chant), Matt Wentworth (guitare/chant), Colin Perry (guitare), Alex « Woody » Woodrow (basse) et Tim Molloy (batteries). Au début de 2007, le groupe signe au label Epitaph Records, un jour avant leur première tournée ; Trevor n'avait à cette époque que 13 ans,.

### The Ghosts Among Us(2008–2009)
En août 2007, après quelques tournées dans des clubs locaux, Our Last Night signe au label Epitaph Records (un label dirigé par Brett Gurewitz de Bad Religion, et enregistre son premier album, intitulé The Ghosts Among Us le 4 mars 2008. Il atteint la sixième place au classement Bad Religion du magazine Billboard le 22 mars 2008. Le groupe part ensuite pour une tournée aux États-Unis en 2008 et s'arrête un temps à Los Angeles pour enregistrer de nouvelles musiques.

### We Will All Evolve(2009–2012)
L'album est produit par Andrew Wade qui avait travaillé en compagnie de groupes comme A Day to Remember, VersaEmerge, In Fear and Faith, et VEARA. Le groupe part en tournée avec From First to Last, We Came as Romans, et A Bullet for a Pretty Boy durant mai jusqu'à juin 2009. Le 23 mars, le groupe change l'image de fond de leur page Myspace pour laisser apparaître la couverture de leur nouvel album ainsi qu'une nouvelle chanson dans leur piste de titres intitulée Elephants, la première chanson de l'album. Le 7 avril, le groupe diffuse une nouvelle chanson, Across the Ocean sur leur pages Myspace et AbsolutePunk. Le 23 avril, il diffuse le vidéoclip du titre Elephants sur Myspace et sur d'autres sites. le 1er février 2011, le groupe embarque pour une tournée à Tokyo, au Japon.
Le 19 mars 2011, ils embarquent également pour la tournée Young and Restless Tour en compagnie de Attila, Vanna, Arsonists Get All the Girls, A Bullet for a Pretty Boy, Armor for the Broken, et Across the Sun. Le 7 juin 2011, le groupe charge une version acoustique de leur titre Across the Ocean sur leur chaîne YouTube. Le 27 août 2011, le groupe met en ligne un clip de 30 secondes d'une de leurs nouvelles chansons. Du 6 au 27 janvier 2012, le groupe se joint à I See Stars durant leur tournée Leave It 2 The Suits aux côtés de Stick to Your Guns, Memphis May Fire et Make Me Famous.

### Age of Ignoranceet premières reprises (2012–2015)
Le 24 juin 2012, le groupe diffuse un nouveau single musical intitulé Liberate Me sur YouTube. Le 6 juillet 2012, une semaine avant leur tournée avec I Set My Friends on Fire, Colin Perry quitte le groupe. Le 23 juillet 2012, ils chargent un nouveau titre en provenance de leur nouvel album, Age of Ignorance sur Facebook et YouTube. Le 6 août 2012, le groupe diffuse une nouvelle chanson, Invincible, sur le site Loudwire puis sur Facebook et YouTube. En mai 2013, ils suivent Sleeping with Sirens durant leur tournée The Word Alive. Ils font également une apparition au festival Slam Dunk en mai 2013.
Le groupe se lance dans les reprises en commençant par le titre planétaire Skyfall de la chanteuse Adele. Ils reprennent ensuite le titre Stay de Rihanna, Mirrors de Justin Timberlake, Radioactive de Imagine Dragons et Clarity de Zedd. Ils intègrent ces reprises dans un EP intitulé A Summer of Covers. À partir de cet EP, ils ne seront plus sous label et ils autoproduiront toute leur musique. En octobre 2013, le groupe sort une reprise de Wrecking Ball de Miley Cyrus en annonçant à la fin la sortie de leur dernier album Oak Island pour le 5 novembre 2013. En novembre 2014, ils reprennent Maps de Maroon 5, puis Habits de Tove Lo, et commencent l'année 2015 avec le titre de Taylor Swift, Blank Space, suivi de The Heart Wants What It Wants de Selena Gomez, preuve d'une grande diversité.
Comme annoncé en clôture de la reprise de Wrecking Ball de Miley Cyrus, le nouvel EP du groupe sort le 5 novembre via la plateforme de streaming vidéo YouTube. Intitulé Oak Island, il regroupe sept pistes. Le nom de cet EP fait référence à l'Île Oak, une île privée prisée des chercheurs d'or. Cet EP est enregistré à la suite d'une campagne de levée de fonds depuis le site Indiegogo. Le premier clip Same Old War est disponible sur Youtube.

### Younger Dreams(2015-2017)
Du 15 avril au 27 mai 2015, le groupe parcourt l'Europe à travers 16 pays. Le 19 mai 2015, la sortie du nouvel album du groupe est annoncé. La sortie est prévue pour le 16 juin 2015. Le premier single, Home, est publié sur YouTube le 28 avril  2015. Le 16 juin 2015 (la date d'anniversaire de Trevor), Younger Dreams est publié sur iTunes, Google Play et Spotify.
Durant l'été 2016, ils réalisent une série de reprise intitulé Decades Of Covers, où ils reprennent une chanson iconique d'une décennie en commençant par les années 1960. Cette série comprendra les reprises d'Eleanor Rigby des Beatles, Hotel California de The Eagles, With or Without You de U2, You Oughta Know d'Alanis Morissette et Toxic de Britney Spears.
Le 16 novembre 2016, le groupe publie le single Common Ground sur YouTube.
Le 4 novembre 2016, le groupe débute leur tournée Face to Face avec Hands Like Houses, The Color Morale et Out Came the Wolves.

### Nouvelle musique et départ du bassiste(depuis 2017)
Le 5 mai 2017, le groupe confirme la création d'un nouveau site internet VIP, The Nightclub, offrant des rencontres exclusives, de la musique inédite et un accès anticipé à la musique comprenant trois morceaux exclusifs et inédits: The Deep End, une version acoustique inédite de Falling Away, et une version alternative de Reason to Love sur un EP, Never Heard Before. Cependant, quelque temps après la sortie de "The Nightclub", le groupe annonce la fin de la plateforme, qu'ils remplacent par un compte Patreon où ils publient du contenu exclusif depuis août 2018.
Le 20 mai 2017, le groupe sort un nouveau single, Broken Lives. Le 30 mai 2017, le groupe annonce un EP, Selective Hearing, pour le 9 juin. Leur troisième single pour cet EP, Tongue Tied, sort le 7 juin. Durant l'été 2017, ils jouent au Vans Warped Tour. Ils réalisent également une tournée en Europe à l'automne avec blessthefall, The Color Morale et New Volume.
Le 7 février 2019, le groupe sort un nouveau single intitulé Demons, avec l'annonce d'un prochain album intitulé Let Light Overcome. Le groupe sort les singles The Leap et Bury the Hatchet, respectivement, les 22 février et 1er mars. Peu de temps après la sortie de Let Light Overcome, le groupe annonce que l'album se composera de deux parties, la deuxième partie venant plus tard dans l'année. Le 30 juillet 2019, le groupe annonce que la deuxième partie, Overcome the Darkness, sortira le 8 novembre 2019. Le 20 septembre, le premier single, The Beaten Path, est sorti. Ces deux parties sont ensuite réunis sous le titre Let Light Overcome the Darkness.
Au cours de l'année 2020, ils sortent trois morceaux originaux Ignorance Is Bliss, Bronze Serpent et Fire In the Streets.
Au début de 2022, le départ de leur bassiste est annoncé. Le trio n'a pas encore nommé de remplaçant mais continu de sortir des morceaux ainsi que des reprises. Ils annoncent d'ailleurs un EP, intitulé Empires Fall pour le 17 juin 2022.

## Membres

### Membres actuels
- Trevor Wentworth - chant, scream(depuis 2004)
- Matt Wentworth - chant, guitare (depuis 2004)
- Tim Molloy - batterie, percussions (depuis 2006)

### Anciens membres
- Jared Melville - synthétiseur
- Joey Perricone - batterie (2005 - 2006)
- Nick Perricone - guitare (2005 - 2006)
- Colin Perry - guitare (2006–2012, 2015–2017)
- Matthew Valich - batterie (2004 - 2005)
- Tim Valich - guitare (2004 - 2005)
- Alex « Woody » Woodrow - basse (2004 - 2022)

## Discographie

### Albums studio
- 2008 : The Ghosts Among Us
- 2010 : We Will All Evolve
- 2012 : Age of Ignorance
- 2013 : Oak Island
- 2015 : Younger Dreams
- 2017 : Selective Hearing
- 2019 : Let Light Overcome
- 2020 : Let Light Overcome The Darkness

### EP
- 2004 : We've Been Holding Back
- 2005 : Building Cities from Scratch
- 2013 : A Summer of Covers
- 2013 : Oak Island
- 2014 : Oak Island Acoustic
- 2017 : Selective Hearing
- 2022 : Empires Fall

### Compilation
- 2010 : New Noise
- 2017 : Never Heard Before

### Clips
- 2005 : Tear Her: I Will Be Revenged
- 2008 : Escape
- 2010 : Elephants
- 2010 : The Devil Inside You
- 2012 : Invincible
- 2013 : Fate
- 2013 : Fate (acoustique)
- 2013 : Skyfall (reprise d'Adele)
- 2013 : Stay (reprise de Rihanna)
- 2013 : Mirrors (reprise de Justin Timberlake
- 2013 : Clarity (reprise de Zedd)
- 2013 : Radioactive (reprise de Imagine Dragons)
- 2013 : Wrecking Ball (reprise de Miley Cyrus)
- 2013 : Same Old War
- 2014 : Sunrise
- 2014 : Dark Horse (reprise de Katy Perry)
- 2014 : Bye Bye Bye (reprise de NSYNC ; avec le chanteur Cody Carson du groupe Set It Off)
- 2014 : Falling Away
- 2014 : Maps (reprise de Maroon 5)
- 2014 : Habits (reprise de Tove Lo)
- 2015 : Blank Space (reprise de Taylor Swift)
- 2015 : The Heart Wants What It Wants (reprise de Selena Gomez) (feat. Craig Owens)
- 2015 : Home
- 2015 : A World Divided
- 2015 : Road to the Throne
- 2015 : Can't Feel My Face (reprise de The Weeknd)
- 2015 : Drag Me Down (reprise des One Direction) (feat. Matty Mullins de Memphis May Fire)
- 2015 : Sorry (reprise de Justin Bieber)
- 2016 : Stressed Out (reprise de Twenty One Pilots)
- 2016 : Diamonds (feat. Luke Holland)
- 2016 : Never Forget You (reprise de Zara Larsson)
- 2016 : White Tiger
- 2016 : Eleanor Rigby (reprise de The Beatles)
- 2016 : Hotel California (reprise de The Eagles)
- 2016 : With or Without You (reprise de U2)
- 2016 : You Oughta Know (reprise d'Alanis Morissette)
- 2016 : Toxic (reprise de Britney Spears)
- 2016 : Cold Water (reprise de Major Lazer) (feat. Trenton Woodley de Hands Like Houses & Garret Rapp de The Color Morale)
- 2016 : Common Ground
- 2016 : Stay With Me (reprise de Sam Smith)
- 2016 : All We Know (reprise de The Chainsmokers) (feat. Andie Case)
- 2017 : Black Beatles (reprise de Rae Sremmurd)
- 2017 : Heavy (reprise de Linkin Park) (feat. Living In Fiction)
- 2017 : Shape of You (reprise de Ed Sheran)
- 2017 : Broken Lives
- 2017 : Tongue Tied
- 2017 : Caught In The Storm
- 2017 : Humble (reprise de Kendrick Lamar)
- 2017 : Look What You Made Me Do (reprise de Taylor Swift)
- 2017 : 1-800-273-8255 (reprise de Logic, Alessia Cara et Khalid)
- 2017 : Ivory Tower
- 2017 : Silence (reprise de Marshmello)
- 2017 : Ghost In The Machine
- 2018 : Havana (reprise de Camila Cabello)
- 2018 : Fantasy Land
- 2018 : God's Plan (reprise de Drake)
- 2018 : The Middle (reprise de Zedd)
- 2018 : Better Now (reprise de Post Malone) (feat. Fronz d'Attila, Tilian Pearson de Dance Gavin Dance et Luke Holland de The Word Alive)
- 2018 : Back to You (reprise de Selena Gomez) (feat. Adam Christopher, Halocene, Henrique Bapista, Micki Sobral et Tom Verstappen)
- 2018 : Who Let The Dogs Out? (reprise et featuring Baha Men)
- 2018 : Soul Speak
- 2019 : When The Party's Over (reprise de Billie Eilish)
- 2019 : High Hopes (reprise de Panic! At the Disco)
- 2019 : Demons
- 2019 : The Leap
- 2019 : Bury The Hatchet
- 2019 : 7 Rings (reprise de Ariana Grande) (feat. Derek DiScanio de State Champs)
- 2019 : Castle In The Sky
- 2019 : Sucker (reprise de Jonas Brothers)
- 2019 : I Don't Care (reprise d'Ed Sheeran et Justin Bieber)
- 2019 : Old Town Road (reprise de Lil Nas X)
- 2019 : If I Can't Have You (reprise de Shawn Mendes)
- 2019 : The Beaten Path
- 2019 : Let Light Overcome The Darkness
- 2019 : Losing Sleep
- 2019 : Someone You Loved (reprise de Lewis Capaldi) (feat. I See Stars, The Word Alive et Ashland)
- 2019 : When Humans Become Our Gods
- 2020 : hot girl bummer (reprise de blackbear)
- 2020 : No Time To Die (reprise de Billie Eilish)
- 2020 : Intentions (reprise de Justin Bieber)
- 2020 : Lost
- 2020 : Ignorance Is Bliss
- 2020 : Bronze Serpent
- 2020 : My Ex's Best Friend (reprise de Machine Gun Kelly)
- 2020 : Fire in the Streets
- 2020 : Jingle Bell Rock (feat. Cole Rolland)
- 2021 : you broke me first (reprise de Tate McRae)
- 2021 : Anyone (reprise de Justin Bieber)
- 2021 : drivers license (reprise de Olivia Rodrigo)
- 2021 : willow (reprise de Taylor Swift)
- 2021 : WITHOUT YOU (reprise de The Kid LAROI)
- 2021 : Astronaut In The Ocean (reprise de Masked Wolf)
- 2021 : winter
- 2021 : Cold Blooded
- 2021 : Lose Yourself (reprise de Eminem)
- 2021 : good 4 u (reprise de Olivia Rodrigo)
- 2021 : Clouds (reprise de NF)
- 2021 : Hell to Have You (feat. Sam Tinnesz)
- 2021 : STAY (reprise de The Kid LAROI)
- 2021 : Motley Crew (reprise de Post Malone)
- 2021 : Beggin' (reprise de Måneskin)
- 2021 : Bad Habits (reprise d'Ed Sheeran)
- 2021 : Buried Alive
- 2021 : when we were broken
- 2021 : Bend the Knee
- 2022 : abcdefu (reprise de Gayle)
- 2022 : Heat Waves (reprise de Glass Animals)
- 2022 : Surface Pressure (reprise du film d'animation Encanto)
- 2022 : Enemy (reprise d'Imagine Dragons)
- 2022 : F.E.A.R.
- 2022 : No Help
- 2022 : Valley of Vision
- 2022 : Middle of The Night (reprise d'Elley Duhé)
- 2022 : Uninstall
- 2022 : As It Was (reprise d'Harry Styles)